# Studios Abbey Road
Pour les articles homonymes, voir Abbey Road.
Les studios Abbey Road (anciennement studios EMI) sont des studios d'enregistrement britannique situés à Londres, sur la rue du même nom. Ils ont été créés par EMI en novembre 1931.
Plusieurs groupes célèbres y ont enregistré, tels que les Beatles, Pink Floyd, Oasis et Radiohead, et plus récemment Lady Gaga, Kylie Minogue et Robbie Williams. Les Beatles y ont enregistré la plupart de leurs chansons durant sept ans (de 1962 à 1969), et les studios qui s'appelaient « EMI » ont été renommés « Abbey Road » en 1976, en hommage à l'album homonyme, dernier disque enregistré par le groupe en 1969.

## Histoire

### 1930 à 1940: débuts
L'immeuble sis au numéro 3 Abbey Road était autrefois une maison de ville de neuf chambres. EMI décide de l'acquérir en 1929, afin d'en faire le premier studio d'enregistrement personnalisé du monde. Il faut seulement deux ans pour terminer les travaux, qui aboutissent à la construction de trois enceintes/studios, les « studios EMI ». À ce moment-là, ils étaient destinés à enregistrer de la musique classique : orchestres complets, quatuor à cordes, etc. Ainsi, de grands compositeurs tels que Edward Elgar, Noel Coward, Artur Schnabel, et Yehudi Menuhin ont l'occasion d'y enregistrer.

### 1940 à 1950: avancées technologiques
Pendant la Seconde Guerre mondiale, les studios EMI participent à la propagande du gouvernement britannique et de la BBC. De nombreux artistes participent aussi à l'effort de guerre.
Après la guerre, des ingénieurs du son américains et britanniques, dont des techniciens d'EMI, ont l'occasion d'étudier les avancées des allemands dans le domaine de l'enregistrement magnétique. Ils finiront ainsi par mettre au point les British Tape Recorders, les premiers magnétophones jamais construits en Grande-Bretagne.
En 1948, une nouvelle ère commence, avec l'arrivée du Long Play, le 33 tours, avec une capacité de 23 minutes par face qui va révolutionner le domaine de l'enregistrement.

### 1950 à 1960: arrivée du rock et succès
De nouvelles techniques sont introduites, dont le magnétophone quatre pistes, développé par la section Recherche & Développement de EMI.
George Martin, futur producteur des Beatles, arrive aux studios à ce moment là, alors qu'il venait de rejoindre Parlophone. Il est chargé d'enregistrer tout ce qui sort de l'ordinaire ; il est ainsi  amené à travailler avec des acteurs comiques comme Peter Sellers et Spike Milligan, et enregistre des pièces de théâtre qui nécessitent beaucoup d'effets sonores.
En 1954, un artiste ayant enregistré dans les studios atteint pour la première fois la tête des charts, 
Eddie Calvert (en) pour son Oh Mein Papa.
En 1957, l'ère du rock 'n' roll semble engagée pour les studios, puisque Cliff Richard et The Shadows viennent effectuer plusieurs enregistrements, dont leur premier single, Move It, et plus de 60 hits à suivre, dont 12 no 1 (Apache, Summer Holiday, etc.). Les deux années suivantes, les studios EMI retrouvent la première place du hit-parade, avec Michael Holliday (The Story Of My Life) et Adam Faith (What Do You Want).

### 1960 à 1970

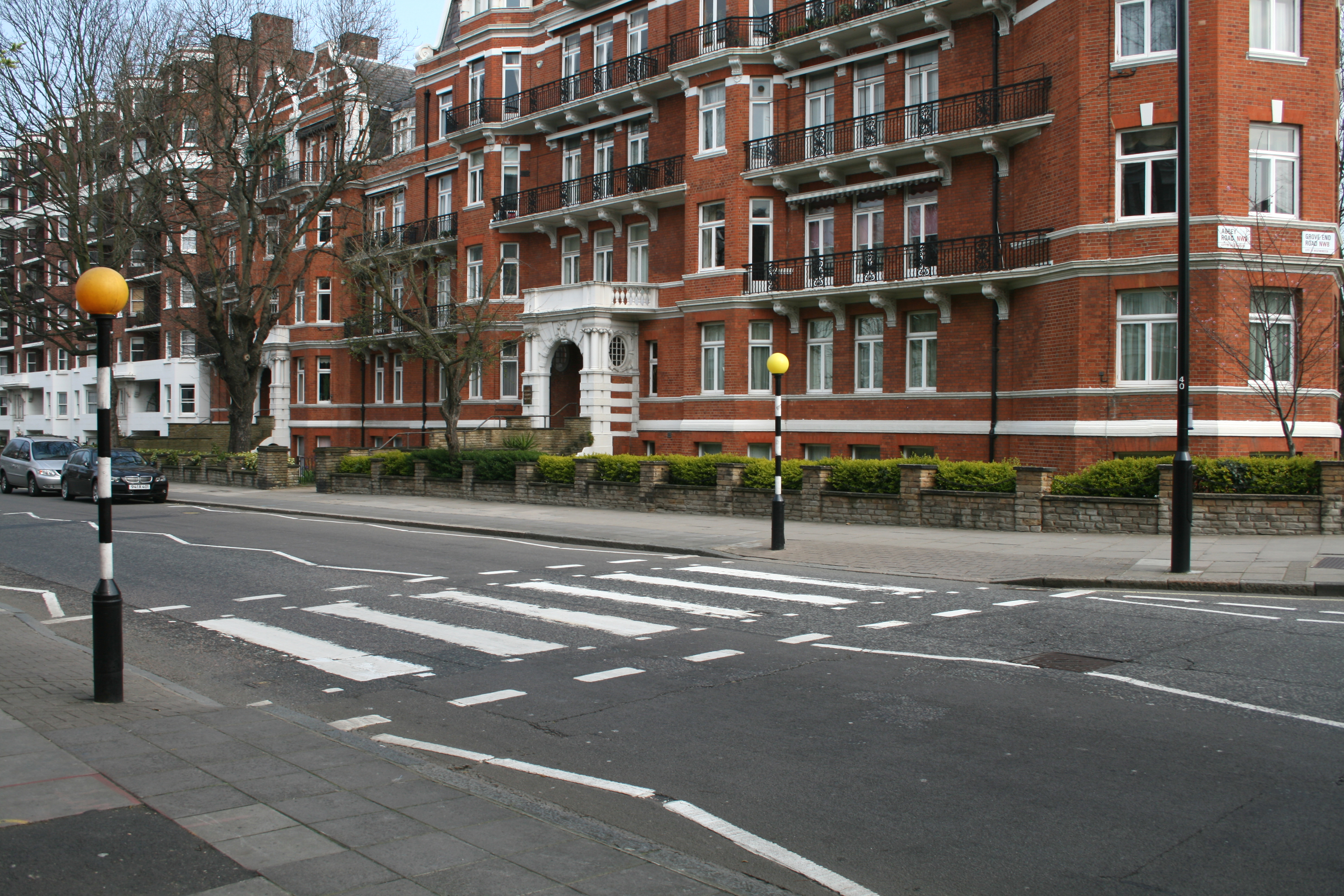
Le célèbre passage piéton.

Le début de la décennie est encore marqué de succès pour les studios : Danny Williams et son Moon River atteignent la première place des charts en 1961.

#### Les Beatles
Le 6 juin 1962, George Martin auditionne les Beatles, qui cherchaient alors désespérément un contrat avec une maison de disques. Trois mois plus tard, les 4 et 11 septembre 1962, le groupe enregistre pour la première fois dans les studios. Leur premier single, Love Me Do, atteint la 17e place des charts britanniques. Durant les sept années suivantes, les Beatles enregistrent 90 % de leurs titres aux studios EMI.
En plus d'apporter le succès commercial, ils bouleversent les traditions en modifiant les façons d'enregistrer et en renouvelant le style de la musique habituellement produite dans ces studios. Année après année, entre 1963 et 1969, les Beatles utilisent les studios EMI pour y expérimenter toutes les idées musicales possibles, aidés en cela par George Martin ainsi que Geoff Emerick et une équipe technique à leur service qui, tous, multiplient les inventions pour leur permettre d'aller de plus en plus loin. Les studios EMI deviennent la véritable « maison » des Beatles, particulièrement à partir de la fin 1966, après qu'ils ont définitivement arrêté de donner des concerts.
Ils décident également d'appeler leur dernier disque Abbey Road, référant à la rue où se situent les studios, et de se faire photographier sur le passage piéton devant le bâtiment, en août 1969, pour la pochette de cet album. Le passage piéton de la rue est devenu mondialement célèbre et reste depuis près de 50 ans un véritable lieu de pèlerinage. En raison du succès fulgurant du disque, les studios changent de nom, et s'appellent désormais « studios Abbey Road ».

#### Pink Floyd
Pink Floyd a aussi enregistré à Abbey Road, de ses premiers albums de la fin des années 1960 jusqu'au milieu des années 1970, dont The Dark Side of the Moon. Le guitariste David Gilmour y a récemment enregistré quelques chansons de son album On an Island. Syd Barrett a lui aussi enregistré aux studios Abbey Road ses deux albums solos, The Madcap Laughs et Barrett.

### De 1970 à aujourd'hui
Deep Purple y enregistre une partie de l'album In Rock, sorti en 1970.
Durant l'été 1977, Claude François vient enregistrer son unique album en Anglais, connu selon les éditions sous les titres Claude François chante en Anglais, Recorded at Abbey Road ou encore Bordeaux Rosé, dans les studios d'Abbey Road ; cet album connaît un grand succès au Royaume-Uni et un plus minime aux États-Unis après sa mort le 11 mars 1978. On y trouve la version anglophone du chanteur originel de My Way, connue en Français sous le titre Comme d'habitude.
En 1980, la société Anvil Recordings Studios, qui voit son studio d'enregistrement des Anvil Studios Denham être démoli, cherche un nouveau lieu et finit par fusionner avec les studios Abbey Road, formant la société Anvil Abbey Road Screen Sound Ltd, spécialisé dans les bandes originales de films, et marquant l'arrivée d'Eric Arthur Tomlinson (en) dans la société.
La partie cordes de l'album Kâmâ Sutrâ de Michel Polnareff y a été enregistrée en 1990.
Elliott Smith y a enregistré trois chansons pour son album Figure 8 paru en 2000.
Entre 2001 et 2003 qui voit le tournage de la trilogie du Seigneur des anneaux par Peter Jackson, une majorité de la bande originale a été enregistré dans les studios par le compositeur principal, Howard Shore.
Kanye West a donné un concert à l'intérieur du studio. L'album du concert est sorti en 2005. La pochette est une imitation de l'album Abbey Road des Beatles.
Le groupe U2 est allé aux studios Abbey Road, avec le groupe Green Day, pour l'enregistrement de la chanson The Saints Are Coming, après l'ouragan Katrina.
Un programme nommé Live From Abbey Road présentait des artistes en performance en studio comme Corinne Bailey Rae, jusqu'au groupe Iron Maiden.
Le groupe The Killers a aussi enregistré trois chansons pour leur album Sawdust, paru en 2007.
Panic! at the Disco y a enregistré son deuxième album Pretty. Odd., paru en 2008.
L'auteur-compositeur de musiques de films Jerry Goldsmith y a ré-enregistré quelques-unes de ses œuvres majeures en 2002 pour une compilation en format Super Audio CD hybride.
Oasis y a enregistré Dig Out Your Soul, son septième album studio sorti en 2008.
John Mayer y a enregistré quelques chansons dont Belief de l'album Continuum.
Le groupe Jamiroquai y a joué en live trois de ses chansons, fin 2006 : Travelling Without Moving, Love Foolosophy et Runaway. La BO du jeu Heavy Rain sur PlayStation 3 y a été enregistrée en 2009.
La bande-son du jeu L.A. Noire, sorti en 2011, a été enregistrée dans les studios d'Abbey Road ; entre 2011 et 2012, le compositeur Neil Davidge avec un orchestre et une chorale bulgare, enregistrent la bande originale d'Halo 4 sorti le 6 novembre 2012.
Le groupe londonien Bastille enregistre une de ses chansons phares en 2013, Flaws.
Liberté chérie, 7e album de Calogero sorti en 2017, a été enregistré à Abbey Road.
Le nouvel album d'Europe, Walk the Earth (en), sorti le 20 octobre 2017, est enregistré à Abbey Road en avril et mai 2017.
La bande-son du jeu 11-11 Memories Retold composée par Olivier Derivière a été enregistrée à Abbey Road avec l'Orchestre Philharmonia de Londres.

### Annonce de mise en vente et classement monument historique
Le 16 février 2010, EMI, confronté à des bilans financiers négatifs, déclare vouloir vendre les studios. Une semaine plus tard, EMI se ravise. Le 23 février 2010, les Studios Abbey Road sont classés monument historique « Grade II » (deuxième niveau de priorité) ; Helen Bowman, porte-parole d'English Heritage, organisme chargé des bâtiments d'intérêt historique, indique que cette annonce a « probablement été accélérée par les récentes spéculations ».

## Documentaire
En 2022 sort, sur la plate-forme Disney+, un documentaire intitulé If These Walls Could Sing (en) réalisé par Mary McCartney qui raconte l'histoire du studio dans lequel son père a enregistré une partie de son œuvre. On peut aussi y entendre des entrevues avec Ringo Starr, John Williams, Elton John, David Gilmour, Roger Waters, Nick Mason, Jimmy Page, Noel et Liam Gallagher, George Lucas, Giles Martin, Kate Bush, Cliff Richard, Nile Rodgers et Celeste.